# Synanthedon xanthopyga
Synanthedon xanthopyga là một loài bướm đêm thuộc họ Sesiidae. Nó được tìm thấy ở miền tây châu Phi.